# Rzeź niewiniątek (obraz Guida Reni)
Rzeź niewiniątek – obraz namalowany przez Guida Reni.
Obraz został zamówiony przez bolońską rodzinę Beró, dla kościoła św. Dominika w Bolonii. Powstał podczas drugiego pobytu Reni w Rzymie, na krótko przed powrotem artysty do Bolonii. 

## Geneza
Obraz przedstawia scenę mordowania dzieci w Betlejem. Rzeź została dokonana na rozkaz Heroda, namiestnika Rzymu, który obawiał się przyjścia na świat nowo narodzonego króla żydowskiego. Epizod został opisany w Ewangelii Mateusza: 

Wtedy Herod widząc, że go Mędrcy zawiedli, wpadł w straszliwy gniew. Posłał oprawców do Betlejem i całej okolicy i kazał pozabijać wszystkich chłopców w wieku do dwóch lat, stosownie do czasu, o którym się dowiedział od Mędrców. Wtedy spełniły się słowa proroka Jeremiasza: "Krzyk usłyszano w Rama, płacz i jęk wielki. Rachel opłakuje swe dzieci i nie chce utulić się w żalu, bo ich już nie ma (Mt. 2:16-18)

Motyw rzezi i gniewu Heroda można spotkać w Protoewangelii Jakuba oraz w Złotej legendzie autorstwa Jakuba de Voragine.  

## Opis obrazu
Reni przedstawił moment dokonywania strasznego mordu. Kompozycja obrazu opiera się na odwróconym trójkącie (jego wierzchołek znajduje się w dolnej części obrazu) z osią symetrii pośrodku. Po oby stronach każda z przedstawionych postaci ma swój odpowiednik po drugiej stronie. Postacie w górnej części i ich gesty - dwóch żołnierzy i dwie kobiety - kontrastują ze sobą i są zwrócone do widza plecami lub en face. W tle widać kontury budowli na tle jasnego oświetlonym tle. 
Na płótnie znajduje się dwóch żołnierzy i sześć kobiet i tyleż samo dzieci. Wszystkie postacie wypełniają całe dzieło. Kobiety przepełnione są rozpaczą i bólem.  Jedna próbuje schować swoje dziecko, druga powstrzymuje żołnierza przed zabiciem maleństwa, jeszcze trzecia próbuje uciekać lecz żołnierz łapie ja za włosy i wymierza cios. Dzieci, te które jeszcze żyją, są przerażone. Pozostałe leżą na ziemi. Nie widać na ich ciele śladów ciosów, wyglądają jakby spały. Pośrodku kompozycji malarz umieścił jedyną kobietę, która zachowała spokój. Niewiast klęczy i modli się za dusze dzieci. Jej postać identyfikowana jest ze starotestamentową Rachelą opłakującą swe dzieci lub z Marią ze względu na zbliżony sposób jej przedstawiania w obrazach ukazujących mękę Chrystusa.         
Oprawcy nie posiadają wyróżniających ich atrybutów. Są anonimowi, co stanowiło novum w ikonografii tego motywu. We wcześniejszych dziełach byli oni przedstawiani jako żydzi lub, głównie w czasach wojen z Turcją, jako muzułmanie. Reni zrezygnował również w tradycyjnym przedstawieniu Heroda zastępując jego postać wizerunkiem mrocznego pałacu w tyle. Nad krwawą sceną, na obłokach siedzą dwa aniołki trzymające w dłoniach gałązki palmy - chrześcijańskiego symbolu męczeństwa.